# الحجف عصافرة (المسيمير)

تعديل مصدري - تعديل

الحجف عصافـرة هي إحدى قرى عزلة المسيمير بمديرية المسيمير التابعة لمحافظة لحج بلغ تعداد سكانها 72 نسمة حسب تعداد اليمن لعام 2004.